# Geoffrey Dummer

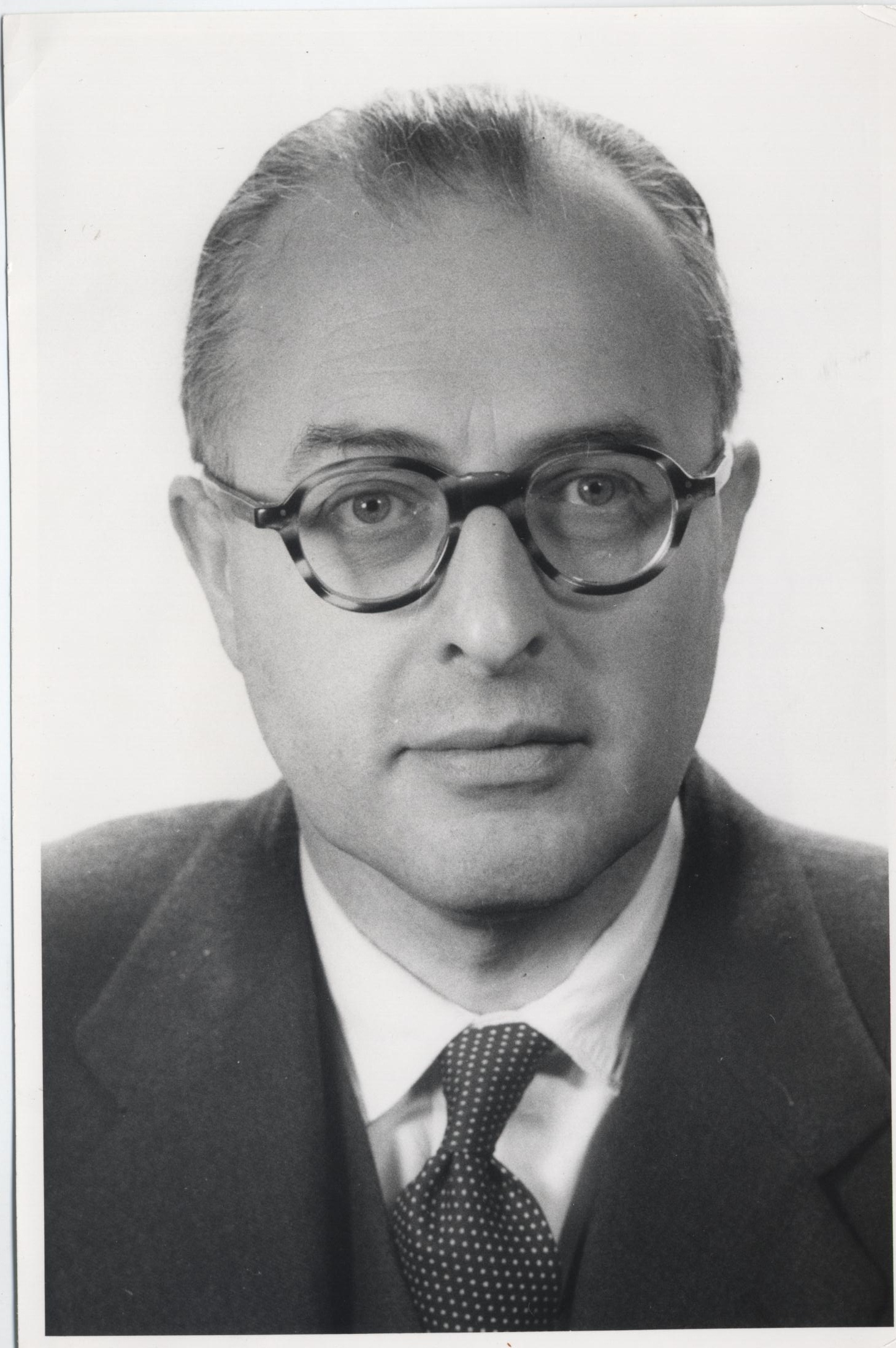
Geoffrey Dummer (1955)

Geoffrey William Arnold Dummer MBE (* 25. Februar 1909 in Kingston upon Hull; † 9. September 2002) war ein britischer Elektronikingenieur, dem die erste Konzeption des integrierten Schaltkreises Ende der 1940er und Anfang der 1950er Jahre zugeschrieben wird.
Der deutsche Erfinder Werner Jacobi reichte jedoch 1949 (also vor der Veröffentlichung Dummers 1952) ein Patent eines Halbleiterverstärkers ein, welches als erster integrierter Schaltkreis bezeichnet werden darf.
Dummers Arbeit konzentrierte sich hauptsächlich auf den Bereich der militärischen Elektronik, und er war beim Royal Radar Establishment des britischen Verteidigungsministeriums beschäftigt. Seine Vision der integrierten Schaltung entstand um 1952, aber erst 1958 realisierten Jack Kilby von Texas Instruments und Robert Noyce von Fairchild Semiconductor unabhängig voneinander praktische Versionen des Konzepts.

## Werke
- mit Norman Bernard Griffin: Zuverlässigkeit in der Elektronik. Verlag Technik Berlin, 1968.
- Electronic inventions and discoveries : electronics from its earliest beginnings to the present day. Institute of Physics Publ., Bristol 1997, ISBN 0-7503-0376-X.